# Rio Aragua
O Rio Aragua é um rio sul-americano que banha a Venezuela.